# Coleophora absinthii
Coleophora absinthii là một loài bướm đêm thuộc họ Coleophoridae. Loài này có ở Pháp, phía đông đến miền nam Nga và từ Fennoscandia phía nam đến Thụy Sĩ và România. Nó cũng được tìm thấy ở Sicilia.
Sải cánh dài 14–17 mm.
Ấu trùng ăn Artemisia absinthium. They feed from within a case.